# Pope (Tutin)
Pour les articles homonymes, voir Pope (homonymie).
Pope (en serbe cyrillique : Попе) est un village de Serbie situé dans la municipalité de Tutin, district de Raška. Au recensement de 2011, il comptait 94 habitants.

## Démographie
| 1948 | 1953 | 1961 | 1971 | 1981 | 1991 | 2002 | 2011 |
| ---- | ---- | ---- | ---- | ---- | ---- | ---- | ---- |
| 296  | 335  | 305  | 252  | 127  | 106  | 79   | 94   |

|  |